# 彼得桂脂鯉
彼得桂脂鯉（學名：Petersius conserialis）是輻鰭魚綱脂鯉目脂鯉亞目鮭脂鯉科的一種魚類。它們是彼得桂脂鯉屬的唯一物種，分布於坦桑尼亞的特有種，體長可達14.5公分，棲息在河流底中層水域，生活習性不明。